# 布拉沃18鬥士武器系列
布拉沃18鬥士系列（英語：Bravo 18 Warfighters）是一系列由美国槍械製造商布拉沃18公司以AKM為藍本改進而成的戰鬥步枪／散彈槍，戰鬥步槍型發射7.62×51毫米北約口徑步枪子彈，而霰彈槍型則是12鉛徑霰彈。

## 歷史
隨着對槍械戰術擴展功能的需求，很多輕武器上都安裝MIL-STD-1913戰術導軌以加裝多種戰術附件。但由於AK系列的機匣蓋比較單薄，其無法安裝附件。為此，很多公司（包括原厰伊茨瑪希工廠→卡拉什尼科夫集團）都把AK系列的木質護木改裝成導軌護木的版本，以滿足軍警作戰需求。
2011年，布拉沃18武器公司推出其戰術導軌型AKM突击步枪。但特種作戰不只是需要標準型AK系突擊步槍，也需要霰彈槍和不同口徑的步槍。2012年，布拉沃18公司針對軍警需求推出了布拉沃18鬥士系列，由發射12鉛徑霰彈的戰術型霰彈槍型和發射7.62×51毫米北約口徑的戰術型戰鬥步槍所組成。

## 概述
布拉沃18鬥士系列是由布拉沃18公司將俄羅斯Saiga-12半自動散彈槍和突擊步槍改裝而成，更換上由布拉沃18公司生產的零部件和其他美國公司生產的配件。其中，布拉沃18鬥士霰彈槍型發射12鉛徑霰彈，全槍長787毫米（30.98英吋），槍管長254毫米（10英吋），空槍質量3.63公斤（8磅），彈匣容彈量有5發、10發兩種；布拉沃18鬥士7.62×51毫米北約口徑型戰鬥步槍全槍長及槍管長與霰彈槍型相同，空槍質量3.9公斤（8.6磅），彈匣容彈量30發。

## 改裝
相比原型AK系列，除了發射槍彈不同外，布拉沃18鬥士系列還進行了一系列改裝，使得該槍煥然一新。全槍改裝主要體現在於：
1. 布拉沃18鬥士系列均更換了原槍的槍口裝置。其中，霰彈槍型加裝了OSS VSR消焰器，不僅能有效控制槍口焰，還能有效降低了後座力以及作為近戰破門用打擊頭使用；戰鬥步槍則加裝了OSS PWS消聲器，這款消聲器能有效降低槍口噪音，同時也能降低了後座力。
2. AK系列的導氣箍在護木前方外露，而布拉沃18鬥士霰彈槍和突擊步槍的導氣箍向後移到護木內部並藉由護木保護，防止磕碰對導氣箍的損害；相應地活塞杆的長度也縮短了。
3. 布拉沃18鬥士霰彈槍和突擊步槍的護木採用了特種作戰改進型（SOPMOD）全導軌護木。頂部導軌向後延伸到拋殼口後方，長導軌可以在安裝光學瞄準具的同時，還可安裝備用可摺疊或傾斜式準星和照門。此外，護木左右兩側、下方各設有一段導軌，可以安裝各種戰術附件。尤其是下方導軌安裝了馬格普動力學AFG直角前握把，射擊時握持更方便。另外，護木左上方和右上方還預留了導軌安裝位置，可以再各設一條導軌，以進一步擴充戰術附件的安裝。
4. AK系列的拉機柄與保險均設置在右側，而且保險柄設計得較長，邊緣較鋒利。當射手拉動拉機柄時，手指很容易被保險柄劃傷；而布拉沃18鬥士霰彈槍和突擊步槍的拉機柄則設置在機匣左側，與保險不在同一側，解決了操作干涉的問題。而且其拉機柄由原型槍的彎杆狀改成了圓鈕狀。使用類似改進的還有IWI加利爾ACE，但Galil ACE還裝上了彈簧定位式防塵蓋。
5. AK系列選擇桿（在保險位置時關閉拉機柄導槽以作為防塵蓋的一部份和限制槍機機框運動）很長，在實際操作中很難用單個手指扳動，所以布拉沃18鬥士霰彈槍和突擊步槍的選擇桿中間位置還增加了一塊突起片，以便於手指進行操作，大大提升了保險的操作便利性。
6. 相比AK系列的彎曲式扳機，布拉沃18鬥士霰彈槍和突擊步槍的扳機被設計成直形，而且扳機表面進行了磨光處理。
7. 布拉沃18鬥士霰彈槍型和突擊步槍型的槍托改為可向右摺疊的伸縮槍托——這是馬格普公司專門為AK系列設計的槍托，便於在狹小空間內使用，並且攜帶方便，而槍托展開後還可根據需要進行伸縮。槍托貼腮部位還加裝有一塊貼腮板便於貼腮使用。更換槍托解決了一般AK系列槍托為木製，導致人機工效差劣的問題。
8. 傳統型AK系列金屬表面處理十分簡單，只進行了烤藍處理。布拉沃18鬥士霰彈槍和突擊步槍的金屬表面則採用最新的陶瓷塗層工藝，不僅能有效保護金屬表面，還方便塗裝成迷彩型，例如綠色迷彩型和沙漠迷彩型。除了迷彩型，還有全黑槍身型可供用戶選擇。

## 外部連結
- （英文）—Tactical-Life.com—BRAVO 18 WARFIGHTERS （页面存档备份，存于）
- （英文）—DefenseReview.com—Bravo 18 and Alamo Tactical AK/AKM Accessories: Left-Sided/Ambi-Charging Handle, Rail System, OSS VSR Visual Signature Reducer/Flash Hider and Push-Button Ambidextrous Magazine Release Button Gives Your Kalashnikov Carbine/SBR Tactical AR-15 Capability! (Video!) （页面存档备份，存于）